# Charles Champaud
Charles Champaud (en búlgaro: Шарл Шампо; 1865-¿?), bulgarizado Sharl Shampov (en búlgaro: Шарл Шампов), y escrito en algunas fuentes como Charles Champoff y Charles Champov, fue un deportista suizo que compitió en gimnasia artística y salto con pértiga. Nacido en Suiza, se mudó a Bulgaria en mayo de 1894 para enseñar gimnasia. Fue una de las dos personas a las que se les atribuye la introducción del fútbol en Sofía un año después. Como miembro de la Sociedad Gimnástica Yunak, participó en los Juegos Olímpicos de Atenas 1896.
Participó en salto de potro, caballo con arcos y barras paralelas, aunque no obtuvo medalla. También fue inscrito para competir en salto con pértiga, aunque no participó en su prueba. Diversas fuentes indican que Champaud compitió por Bulgaria y Suiza, aunque fue considerado parte de la delegación búlgara, ya que representaba a su club de gimnasia en el país. Fue el primer atleta olímpico búlgaro.

## Biografía
Champaud nació en 1865 en Suiza. Fue uno de los doce entrenadores suizos de gimnasia enviados a Bulgaria en mayo de 1894 para impartir clases de gimnasia en escuelas locales. Al año siguiente, fue una de las dos personas a las que se atribuye la introducción del fútbol asociación en Sofía en 1895, junto con su compatriota atleta suizo Georges de Regibus. Enseñó en el Primer Instituto de Varones hasta 1897. A nivel nacional, representó a la Sociedad de Gimnasia Yunak.
Fue invitado a representar a la Sociedad Gimnástica Yunak en los Juegos Olímpicos de Atenas 1896. Como parte de la delegación búlgara, la delegación completa estaba compuesta por cinco miembros, el jefe de la delegación, Todor Yonchev, quien también era presidente del club de gimnasia, Junak, Dimitar Iliev, Panayot Belev, Ivan Panchov y el propio Champaud. Debido a un malentendido con los sistemas de calendario juliano y gregoriano, Champaud fue el único atleta que participó por la nación, ya que el resto de la delegación búlgara llegó con tres días de retraso. El resto de los competidores recibieron 20 levas de oro por día cada uno, y se les reembolsaron los gastos de viaje en segunda clase.
Champaud compitió por primera vez en salto de potro masculino el 9 de abril en el Estadio Panathinaikó; quedó en quinto lugar contra otros quince competidores. Luego compitió en caballo con arcos el mismo día y quedó entre el 3.º y el 15.º puesto. Su última participación en barras paralelas fue el 10 de abril en el mismo estadio y quedó entre el 3.º y el 18.º puesto contra otras diecisiete personas. Champaud también fue inscrito para competir en salto con pértiga masculino el 10 de abril, pero finalmente no participó en su prueba. Luego se informó que ganó fama en Bulgaria debido a su participación en los Juegos de Verano, siendo a veces llamado Charles Champov en lugar de su nombre suizo.
En 1897, Champaud se lesionó gravemente la pierna y fue enviado de vuelta a Suiza para recibir tratamiento. No se sabe nada de su vida después de eso. Diversas fuentes indican que Champaud compitió por Bulgaria y Suiza, aunque se le consideró parte de la delegación búlgara, ya que representaba a su club de gimnasia en el país. En un caso, la historiadora deportiva Raina Bardareva encontró evidencia de que Champaud había representado a la nación en lugar del club. Fue el primer atleta olímpico búlgaro.